# Psalistops
Psalistops es un género de arañas migalomorfas de la familia Barychelidae. Se encuentra en América.

## Lista de especies
Según The World Spider Catalog 11.5:
- Psalistops crassimanus Mello-Leitão, 1923
- Psalistops fulvus Bryant, 1948
- Psalistops gasci Maréchal, 1996
- Psalistops maculosus Bryant, 1948
- Psalistops melanopygius Simon, 1889
- Psalistops montigenus (Simon, 1889)
- Psalistops nigrifemuratus Mello-Leitão, 1939
- Psalistops opifex (Simon, 1889)
- Psalistops solitarius (Simon, 1889)
- Psalistops tigrinus Simon, 1889
- Psalistops venadensis Valerio, 1986
- Psalistops zonatus Simon, 1889